# 畿内丸型貨物船
畿内丸型貨物船（きないまるがたかもつせん）とは、大阪商船が運航した貨物船のクラスの一つで、1929年（昭和4年）から1930年（昭和5年）の間に三菱長崎造船所で4隻が建造された。大阪商船の、と言うのみならず「日本の貨物船建造に新紀元を画」したクラスでもあり、日本における本格的な高速ディーゼル貨物船時代をもたらしたという点で、「海事史に残る金字塔のひとつ」でもある。派生型として関東丸型貨物船が横浜船渠で2隻、南海丸型貨物船が三菱長崎造船所で2隻建造された。太平洋戦争では3タイプ8隻すべてが日本海軍と日本陸軍に徴傭され、すべて失われた。
本項では、主に建造までの背景や特徴などについて説明し、船歴については略歴の形で一覧としてまとめている。単独項目として作成されている船に関しては、そちらも参照されたい。

## 建造までの背景
大阪商船の北アメリカ航路はアメリカ西海岸のうちのシアトル、タコマを結ぶ航路があり、貨物は大陸横断鉄道を利用して東部に送られていた。東海岸への航路は、第一次世界大戦後の1920年（大正9年）に7隻の所有船をもってニューヨーク線を開設したのが最初であるが、大戦後の不況と船腹過剰により業績は上がらなかった。しかし、業績が上がらなかったにもかかわらずアジアとニューヨーク間の荷役量は増加傾向にあった。
ところで、大阪商船は1924年（大正13年）から1925年（大正14年）の間に日本最初のディーゼルエンジン搭載の商船となる音戸丸級貨客船を就航させたのを皮切りに、「紅丸（くれなゐ丸）」、さんとす丸級貨客船といったディーゼル船を続々と就航させていた。のちに「実に当社は我国第一のディーゼル船々主である」と自負する大阪商船は、苦境打破のために研究を重ね、ニューヨーク線向けにディーゼル貨物船を建造することとなった。大阪商船はこの新型貨物船を6隻整備することにしたが、うち4隻を自らの手元に残し、これが畿内丸型貨物船となった。残る2隻については、1927年（昭和2年）4月に大阪商船と共同で傭船専門の海運会社を設立させていた岸本汽船に建造させ、長期傭船契約の保証を行ったうえで大阪商船の手で運航されることとなった。この岸本汽船建造分が関東丸型貨物船である。さらに、後述する畿内丸型貨物船の成功でライバル会社が高速ディーゼル貨物船を投入する動きが活発になってきたことに呼応して、ニューヨーク線の補強のために畿内丸型貨物船を改良した貨物船を2隻建造した。この追加建造分が南海丸型貨物船となる。

## 一覧
| 船名           | 起工           | 進水           | 竣工           | 備考・出典 |
| -------------- | -------------- | -------------- | -------------- | ---------- |
| 畿内丸         | 1929年10月1日  | 1930年10月27日 | 1930年6月15日  | [ 9 ]      |
| 東海丸(英語版) | 1929年11月26日 | 1930年5月15日  | 1930年7月14日  | [ 9 ]      |
| 山陽丸         | 1929年12月26日 | 1930年7月11日  | 1930年10月15日 | [ 9 ]      |
| 北陸丸         | 1930年2月24日  | 1930年9月9日   | 1930年11月26日 | [ 9 ]      |

| 船名   | 起工           | 進水          | 竣工           | 備考・出典          |
| ------ | -------------- | ------------- | -------------- | ------------------- |
| 関東丸 | 1929年10月11日 | 1930年4月28日 | 1930年9月16日  | [ 7 ] [ 10 ] [ 11 ] |
| 関西丸 |                | 1930年7月17日 | 1930年12月15日 | [ 10 ] [ 12 ]       |

| 船名   | 起工           | 進水         | 竣工          | 備考・出典 |
| ------ | -------------- | ------------ | ------------- | ---------- |
| 南海丸 | 1931年10月1日  | 1932年7月5日 | 1933年1月14日 | [ 13 ]     |
| 北海丸 | 1931年11月15日 | 1932年9月3日 | 1933年3月4日  | [ 13 ]     |

「北陸丸」の読みは「ほくろくまる」である。

## 特徴
畿内丸型貨物船は建造に際し逓信省とロイド・レジスターの特別監査を受け、一般貨物区画とは別に冷蔵貨物室やシルク・ルーム、危険品室を別個に設け、デリックも従来のものより強力なものを装備した。姉妹船に位置付けられている関東丸型貨物船は、その畿内丸型貨物船と基本的な要目は近似しているが、大阪商船との契約が満了になったあとの使い道を考慮して、独自の設備を有していた。船型はハンブルクの試験所で決定し、垂線間長は畿内丸型貨物船より5メートル長く、型深は若干浅めに造られた。また、畿内丸型貨物船の搭載機関が、三菱がズルツァーと提携して製造したディーゼル機関搭載なのに対し、関東丸型貨物船はMAN製の機関を搭載した。
機関という点では、南海丸型貨物船は畿内丸型のズルツァー型とも関東丸型のMAN型とも異なる、三菱長崎造船所が独自に開発したMS型ディーゼル機関を搭載した。MS型ディーゼル機関とは、ズルツァー型をはじめとする当時の大型ディーゼル機関が効率の高くなかった空気噴射式を採用していたのに対し、ヴィッカース社が開発していた無空気噴射方式を応用して機械効率や燃料消費率を劇的に改善した2気筒機関である。その純国産のMS型機関の第1号機から第4号機の搭載先として選ばれたのが南海丸型貨物船の2隻であった。MS型機関はその後大いに採用され、あるぜんちな丸級貨客船に11気筒タイプのものが、日本郵船の三池丸級貨客船に10気筒タイプのものが搭載されたが、11気筒タイプは製作当時世界でも前例のない船舶用大型ディーゼル機関であり、太平洋戦争前の日本が製作したディーゼル機関の掉尾を飾った。

## 就役
昭和5年6月29日、第一船「畿内丸」は処女航海でニューヨークの途に就いたが、途中寄港のロサンゼルス到着の時点で、従来は23日を要していた横浜港とロサンゼルス間の所要時間を半分の11日6時間半で踏破し、早くも脅威の的となった。ニューヨークへは25日17時間半で到達し、これも従来の記録35日を約10日も縮めた。ニューヨーク到着時、アメリカのマスコミは「畿内丸」を「日本はまるで鉛筆の芯のようにちがった船を持ってきた」と評した。
畿内丸型貨物船の出現は日本内外の貨物船や流通業界に多大な衝撃を与え、昔ながらの西海岸諸港から大陸横断鉄道に積み替えて輸送するルートに代わり、東海岸の都市に直接物品を輸送する畿内丸型貨物船にニーズが移って行った。その背景には、レートの関係で生糸を一刻も早く輸送する必要があったためでもあった。また、三井物産船舶部（のちの三井船舶）や国際汽船、川崎汽船といった国内のライバルの海運会社も陸続として高速ディーゼル貨物船の導入に躍起となり、結果的には海外の海運会社に持っていかれていた日本産の生糸輸送を日本の手に取り戻す契機となった。当然、西海岸諸港経由のルートでの輸送を頼みにしていた流通業に打撃を与えたが、日本に限って見れば、大きな打撃を受けたのはT型貨物船を中心とする貨物船隊を有していた日本郵船である。昭和8年時点での横浜発のニューヨーク航路における生糸輸送量は、大阪商船40,998俵、川崎汽船21,336俵、三井物産20,750俵に対して日本郵船はゼロであった。生糸を積み取れない日本郵船の貨物船はフィリピン産の砂糖ぐらいしか目ぼしい貨物が残っていなかった。日本郵船も決して無策ではなかったが、「浅間丸」や「氷川丸」など命令航路向けの新鋭貨客船の導入時期と重なって投資に限界を示していたこともあり、ライバルが高速船をぶつけてくるのを、当面はただ見ているしかなかった。日本郵船が本格的に貨物船隊刷新に取り組み、第一陣N型貨物船を投入してくるのは1934年（昭和9年）のことである。
太平洋戦争では日本海軍が畿内丸型貨物船と南海丸型貨物船、「関東丸」を徴傭し、日本陸軍が「関西丸」を徴傭。1944年末までに7隻が沈没し、残る「北海丸」は触雷損傷の修理中にスラバヤで終戦を迎えたが、インドネシア独立戦争に巻き込まれたのち爆発事故により失われ、世界を驚かせた畿内丸型貨物船とそのファミリーも記録と記憶上のみの存在となった。
なお、関東丸型貨物船2隻は1937年（昭和12年）に岸本汽船から原田汽船に移籍したが、青島航路などを経営していた原田汽船は当時、大阪商船が全株式を所有しており、事実上大阪商船の一部門的な存在となっていた。原田汽船は1943年（昭和18年）11月に戦時統合で大阪商船に吸収合併されるが、関東丸型貨物船の喪失は合併前であり、大阪商船の「大」の字のファンネルマークを付けて運航されていたものの、大阪商船が直接所有することは終生なかった。この点は、同じ原田汽船の所有で大阪商船が傭船し、ガダルカナル島の戦いで擱座放棄された「九州丸」（8,666トン）と同じパターンである。

## 行動略歴
| 畿内丸 | 1930年から1938年                | 商業航海・ニューヨーク線                                                         |
| 畿内丸 | 1938年から1941年3月             | 商業航海・パナマ経由欧州線                                                       |
| 畿内丸 | 1941年9月3日                    | 日本海軍に徴傭                                                                   |
| 畿内丸 | 1941年9月20日                   | 特設運送船                                                                       |
| 畿内丸 | 1941年12月3日                   | 日本陸軍に徴傭                                                                   |
| 畿内丸 | 1942年8月8日                    | ラビ攻略戦                                                                       |
| 畿内丸 | 1943年5月8日                    | 第4508船団加入、トラック出港                                                     |
| 畿内丸 | 1943年5月10日から11日           | アメリカ潜水艦「プランジャー」の砲雷撃を受け沈没                                 |
| 畿内丸 | 1943年7月15日                   | 除籍                                                                             |
| 畿内丸 | 1943年7月20日                   | 解傭                                                                             |
| 東海丸 | 1930年から1938年                | 商業航海・ニューヨーク線                                                         |
| 東海丸 | 1938年から1941年                | 商業航海・パナマ経由欧州線                                                       |
| 東海丸 | 1941年7月18日                   | パナマ到着もパナマ運河通行不能                                                   |
| 東海丸 | 1941年9月9日                    | マゼラン海峡経由日本帰着、これをもってニューヨーク線休止                         |
| 東海丸 | 1941年10月17日                  | 日本海軍に徴傭、一般徴傭船                                                       |
| 東海丸 | 1942年4月10日                   | 特設運送船                                                                       |
| 東海丸 | 1943年1月26日                   | 大宮島（グアム）アプラ港でアメリカ潜水艦「フライングフィッシュ」の雷撃を受け損傷 |
| 東海丸 | 1943年5月5日                    | アプラ港でアメリカ潜水艦「パーミット」の雷撃を受け損傷                           |
| 東海丸 | 1943年8月27日                   | アプラ港でアメリカ潜水艦「スナッパー」の雷撃を受け沈没                           |
| 東海丸 | 1943年12月1日                   | 除籍・解傭                                                                       |
| 山陽丸 | 1930年から1938年                | 商業航海・ニューヨーク線                                                         |
| 山陽丸 | 1938年から1940年6月             | 商業航海・パナマ経由欧州線                                                       |
| 山陽丸 | 1941年8月6日                    | 日本海軍に徴傭                                                                   |
| 山陽丸 | 1941年8月15日                   | 特設水上機母艦                                                                   |
| 山陽丸 | 1941年11月                      | 第11航空戦隊                                                                     |
| 山陽丸 | 1941年12月                      | マレー作戦                                                                       |
| 山陽丸 | 1941年12月28日から1942年2月     | 蘭印作戦                                                                         |
| 山陽丸 | 1942年3月                       | アンダマン諸島攻略戦支援                                                         |
| 山陽丸 | 1942年8月                       | ガダルカナル島の戦い支援                                                         |
| 山陽丸 | 1942年11月21日                  | アメリカ潜水艦「スティングレイ」の雷撃を受けて損傷                               |
| 山陽丸 | 1942年12月21日                  | ショートランドで爆撃を受け損傷                                                   |
| 山陽丸 | 1943年10月1日                   | 特設運送船                                                                       |
| 山陽丸 | 1944年3月20日から3月28日        | 松輸送・東松三号特船団                                                           |
| 山陽丸 | 1944年5月26日                   | アメリカ潜水艦「カブリラ」の雷撃を受けて沈没                                     |
| 山陽丸 | 1944年7月10日                   | 除籍・解傭                                                                       |
| 北陸丸 | 1930年から1941年                | 商業航海・ニューヨーク線                                                         |
| 北陸丸 | 1941年3月                       | 商業航海・南米線                                                                 |
| 北陸丸 | 1941年8月9日                    | 日本海軍に徴傭                                                                   |
| 北陸丸 | 1942年1月から2月                | マナド、ケンダリ攻略戦                                                           |
| 北陸丸 | 1942年6月                       | ミッドウェー海戦                                                                 |
| 北陸丸 | 1944年3月11日                   | ヒ48船団加入、昭南（シンガポール）出港                                           |
| 北陸丸 | 1944年3月18日                   | アメリカ潜水艦「レイポン」の雷撃を受け沈没。                                     |
| 北陸丸 | 1944年5月10日                   | 除籍・解傭                                                                       |
| 関東丸 | 1930年から1940年                | 商業航海・ニューヨーク線                                                         |
| 関東丸 | 1937年3月18日                   | 原田汽船に移籍                                                                   |
| 関東丸 | 1938年6月                       | 商業航海・南米線                                                                 |
| 関東丸 | 1940年から1941年                | 商業航海・アフリカ線                                                             |
| 関東丸 | 1941年8月9日                    | 日本海軍に徴傭                                                                   |
| 関東丸 | 1941年12月1日                   | 特設運送船                                                                       |
| 関東丸 | 1942年7月20日                   | 特設航空機運搬艦                                                                 |
| 関東丸 | 1942年9月11日                   | アメリカ潜水艦「ソーリー」の雷撃を受けて沈没                                     |
| 関東丸 | 1942年10月20日                  | 除籍・解傭                                                                       |
| 関西丸 | 1930年から1940年                | 商業航海・ニューヨーク線                                                         |
| 関西丸 | 1931年12月24日                  | 瀬戸内海竜神島沖で大阪商船「八重山丸」と衝突、「八重山丸」は沈没                 |
| 関西丸 | 1932年9月16日                   | バハマ諸島近海で火災事故                                                         |
| 関西丸 | 1937年3月18日                   | 原田汽船に移籍                                                                   |
| 関西丸 | 1941年9月                       | 日本陸軍に徴傭                                                                   |
| 関西丸 | 1941年12月8日                   | シンゴラ上陸戦                                                                   |
| 関西丸 | 1942年1月26日                   | マレー半島エンドウで部隊および物資揚陸                                           |
| 関西丸 | 1943年9月16日                   | オ602A船団加入、ラバウル出港                                                     |
| 関西丸 | 1943年9月18日                   | アメリカ潜水艦「スキャンプ」の雷撃を受けて沈没                                   |
| 南海丸 | 1933年から1938年                | 商業航海・ニューヨーク線                                                         |
| 南海丸 | 1938年から1940年6月             | 商業航海・パナマ経由欧州線                                                       |
| 南海丸 | 1940年                          | 商業航海・大阪大連線                                                             |
| 南海丸 | 1941年6月                       | 商業航海・南米線                                                                 |
| 南海丸 | 1941年8月7日                    | 日本海軍に徴傭                                                                   |
| 南海丸 | 1941年11月10日                  | 特設運送船                                                                       |
| 南海丸 | 1942年1月                       | マナド上陸戦                                                                     |
| 南海丸 | 1942年2月                       | マカッサル上陸戦                                                                 |
| 南海丸 | 1942年6月                       | ミッドウェー海戦                                                                 |
| 南海丸 | 1942年8月8日                    | ラビ攻略戦                                                                       |
| 南海丸 | 1942年10月17日                  | ガダルカナル島タサファロング沖着、部隊揚陸成功                                   |
| 南海丸 | 1942年12月25日                  | アメリカ潜水艦「シードラゴン」の雷撃を受けて損傷、回避中に駆逐艦「卯月」と衝突   |
| 南海丸 | 1943年7月19日から8月1日         | ヒ03船団                                                                         |
| 南海丸 | 1943年8月28日から9月7日         | 臨時A船団                                                                        |
| 南海丸 | 1943年10月12日から10月30日      | ヒ13船団                                                                         |
| 南海丸 | 1943年12月20日から12月31日      | サ20船団                                                                         |
| 南海丸 | 1944年2月1日から2月11日         | ヒ41船団                                                                         |
| 南海丸 | 1944年3月29日から4月24日        | ヒ54船団およびヒ56船団（4月14日から）                                            |
| 南海丸 | 1944年6月20日から7月9日         | ヒ67船団                                                                         |
| 南海丸 | 1944年9月6日                    | ヒ72船団加入、昭南出港                                                           |
| 南海丸 | 1944年9月12日                   | アメリカ潜水艦「シーライオン」の雷撃を受けて沈没                                 |
| 南海丸 | 1944年11月10日                  | 除籍・解傭                                                                       |
| 北海丸 | 1933年から1938年                | 商業航海・ニューヨーク線                                                         |
| 北海丸 | 1938年から1941年                | 商業航海・パナマ経由欧州線                                                       |
| 北海丸 | 1941年9月23日                   | 日本海軍に徴傭                                                                   |
| 北海丸 | 1941年11月10日                  | 特設運送船                                                                       |
| 北海丸 | 1941年12月23日                  | クチン上陸戦で損傷、擱座                                                         |
| 北海丸 | 1942年2月15日                   | 除籍・解傭                                                                       |
| 北海丸 | 1943年6月1日より以前            | 日本海軍に徴傭                                                                   |
| 北海丸 | 1943年9月7日                    | 修理完成                                                                         |
| 北海丸 | 1943年10月22日から1944年1月30日 | 三菱神戸造船所で修理                                                             |
| 北海丸 | 1944年6月17日から6月26日        | ヒ66船団                                                                         |
| 北海丸 | 1944年8月10日から9月1日         | ヒ71船団                                                                         |
| 北海丸 | 1944年9月23日                   | ボルネオ南東岸セブク島沖で触雷、擱座                                             |
| 北海丸 | 1944年11月23日                  | スラバヤ着、修理                                                                 |
| 北海丸 | 1945年8月15日                   | 修理中に終戦を迎える                                                             |
| 北海丸 | 1945年10月2日                   | インドネシア独立軍が拿捕                                                         |
| 北海丸 | 1945年11月12日                  | スラバヤで機関点検中にガスに引火して爆発炎上し、着底                             |

## 要目一覧
| 船名   | 総トン数/ (載貨重量トン数) | 全長/垂線間長 | 型幅    | 型深    | 主機/馬力（最大）                                | 最大速力     | 出典   |
| ------ | -------------------------- | ------------- | ------- | ------- | ------------------------------------------------ | ------------ | ------ |
| 畿内丸 | 8,360 トン （10,303トン）  | 135.94 m Lpp  | 18.44 m | 12.42 m | 三菱ズルツァー型 ディーゼル機関2基2軸 8,262 馬力 | 18.32 ノット | [ 65 ] |
| 東海丸 | 8,359 トン （10,271トン）  | 135.94 m Lpp  | 18.44 m | 12.42 m | 三菱ズルツァー型 ディーゼル機関2基2軸 8,138 馬力 | 18.32 ノット | [ 66 ] |
| 山陽丸 | 8,360 トン （10,272トン）  | 135.94 m Lpp  | 18.44 m | 12.42 m | 三菱ズルツァー型 ディーゼル機関2基2軸 8,655 馬力 | 18.6 ノット  | [ 67 ] |
| 北陸丸 | 8,359 トン （10,266トン）  | 135.94 m Lpp  | 18.44 m | 12.42 m | 三菱ズルツァー型 ディーゼル機関2基2軸 8,359 馬力 | 18.4 ノット  | [ 14 ] |
| 関東丸 | 8,606 トン （10,951トン）  | 140.75 m Lpp  | 18.75 m | 12.12 m | MAN型 ディーゼル機関2基2軸 7,500 馬力            | 18.0 ノット  | [ 11 ] |
| 関西丸 | 8,614 トン （10,951トン）  | 140.53 m Lpp  | 18.61 m | 12.12 m | MAN型 ディーゼル機関2基2軸 7,500 馬力            | 18.0 ノット  | [ 12 ] |
| 南海丸 | 8,416 トン （10,324トン）  | 136.22 m Lpp  | 18.44 m | 12.42 m | 三菱MS型 ディーゼル機関2基2軸 8,602 馬力         | 18.5 ノット  | [ 68 ] |
| 北海丸 | 8,416 トン （10,297トン）  | 136.22 m Lpp  | 18.44 m | 12.42 m | 三菱MS型 ディーゼル機関2基2軸 8,642 馬力         | 18.6 ノット  | [ 69 ] |